# Jenne Decleir
Jenne Decleir (Antwerpen, 5 december 1977) is een Vlaams acteur en muzikant. Hij is de zoon van Jan Decleir en Caroline van Gastel. Hij is de halfbroer van actrice Sofie Decleir en acteur Flor Decleir.

## Levensloop
Decleir ging eerst naar de Showbizzschool te Oostende. Later ging hij naar Studio Herman Teirlinck, afdeling kleinkunst. Naast toneel werd hier ook muziek onderwezen.
Hij speelde onderen anderen 'Piften' in de vijfdelige miniserie De Kavijaks van Stijn Coninx, speelde mee in W817, in de fictiereeks De Vijfhoek, in 2014 in Bowling Balls van Marc Punt en in Nederland in onder andere Michiel de Ruyter (2015) en Schone handen. 
Sinds een aantal jaren is hij werkzaam bij theatergezelschap Het Ongerijmde, samen met Danny Timmermans, Machteld Timmermans en Kadèr Gürbüz. Samen brachten zij enkele klassiekers op de planken zoals Tsjechov in love (2009, naar Anton Tsjechov), Hypoliet (2010, naar Sophocles), Julius (2012, naar Julius Caesar van Shakespeare) en Kwakzalver (2013, naar Le Médecin Malgré lui van Molière). Ann Tuts verving Kadèr Kürbüz' en sinds vorig seizoen toert het gezelschap door Vlaanderen met 'Cyrano' (gespeeld door Jenne Decleir).
Franciscus, jongleur van Assisivan Dario Fo, is het eerste solotheaterstuk dat Decleir maakte in 2014. Hij werkte daarvoor samen met Dario Fo, Nobelprijsdrager literatuur 1997, die in 2016 overleed. In 2016 bracht Decleir 'Sacrale Vertellingen uit de Volksmond' van Dario Fo op de planken.   
Als zanger was Decleir actief in Louis, een concertreeks als ode aan Louis Neefs, en in Ramses, een hommage aan Ramses Shaffy. Een korte tijd had hij een eigen groep Hotel Amigo, een reggae- en rock-'n-rollband die zowel Engelstalige als Nederlandstalige muziek bracht. In 2012 en 2013 schreef Decleir het muziekstuk Liefste Ellendeling, een poëtisch rockconcert naar een tekst van Hugo Claus. Hij werkte hiervoor samen met zangeres Mira, Stoffel Verlackt (slagwerk) en Tim Vandenbergh (bas). 
In december 2017 bracht Decleir een eenmalig concert "Jenne Inviteert' waarop hij een aantal collega's uitnodigde om samen met hem op te treden.
Tot 2003 maakte hij ook deel uit van W817 & Band.